# Obriülls (arma)

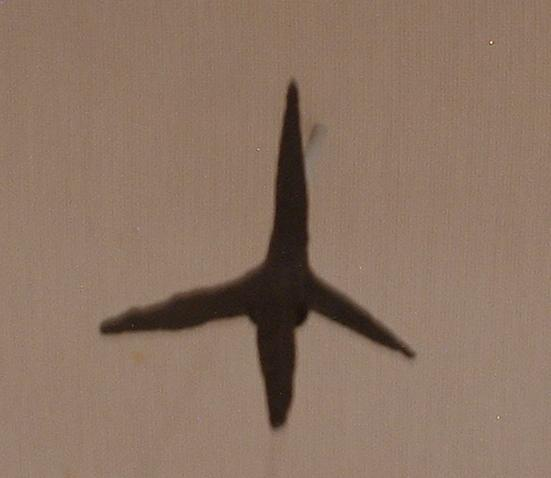
Obriülls de l'Edat Mitjana.

Un  obriülls  o llavor d'espinac (en llatí tribulus ferreus), és una arma simple formada per quatre o més pues metàl·liques afilades d'uns pocs centímetres de llarg, disposades en forma de tetraedre, de tal manera que en deixar-la caure a terra, una de les pues sempre apunta cap amunt, mentre les altres formen la base. S'escampen sobre el terreny, habitualment en gran quantitat, per obstruir l'avanç de cavalls, camells, elefants de guerra o soldats d'infanteria. En temps moderns s'han fet servir contra els pneumàtics dels vehicles.
Comparteix la seva forma i el seu nom amb l'obriülls  Tribulus terrestris  (Zygophyllaceae), que també té unes pues afilades poden danyar els peus. També es pot comparar a la  Centaurea calcitrapa , el nom en llatí calcitrapa significa "trampa per a peus" (cf. francès chausse-trappe infra).
Al Japó es coneixen com a makibishi o tetsubishi. A l'Argentina, Xile i Uruguai hom els coneix popularment com a "Miguelitos".

## Ús clàssic
Els obriülls de ferro van ser usats l'any 331 aC a Gaugamela segons Quint Curci Ruf. Els romans els van anomenar  caltrops  (d'on  calcitrapa , que és el nom de diverses plantes amb caps florals espinosos), també  tribulus ferreus (per la planta de la mateixa forma) o  Murex ferreus  (ferro punxegut).
L'historiador militar romà Flavi Renat Vegeci, referint-se als carros de guerra en la seva obra De Re Militari va escriure:
| «                                             | "Els carros armats usats en la guerra per Antíoc i Mitridates van aterrir als romans al principi, però després se'n van burlar. Atès que un carro d'aquest tipus no sempre troba terreny pla, el mínim obstacle el pot detenir, i si un dels cavalls és mort o ferit, el carro cau en mans de l'enemic. Els soldats romans els van inutilitzar amb la següent estratagema: en el moment en què el combat començava, escampaven obriülls pel camp de batalla, i els cavalls que tiraven dels carros, al trepitjar-los corrent a gran velocitat, es ferien les potes amb tota certesa. Un obriülls és un artefacte compost per quatre puntes unides de tal forma que de qualsevol manera que es llanci a terra es recolza en tres i presenta la quarta cap amunt." | » |
| — Flavi Renat Vegeci, De Re Militari, III, 24 | |   |

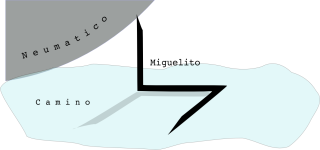
Obriülls amb dos vèrtexs veïns.

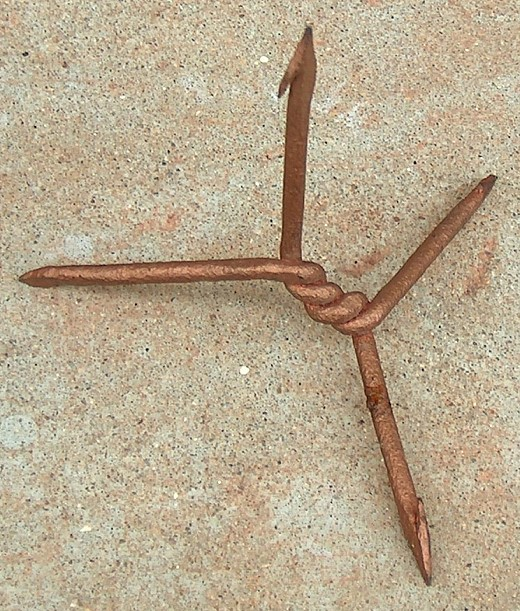
Obriülls del Vietnam. És de ferro i va ser pintat per a la seva millor conservació.

Els escocesos van usar aquests artefactes amb èxit contra els anglesos en la batalla de Bannockburn el 1314 per detenir els genets. El clan Drummond va escampar cards, detenint la cavalleria anglesa en una batalla que va deixar més de 4.000 soldats anglesos morts i Eduard II va haver de retirar-se. L'ús d'aquesta arma va contribuir decisivament a la victòria escocesa. També van ser usats en la guerra del Vietnam, de vegades amb les puntes untades de verí o excrements per provocar la infecció de les ferides.

## Ús de "lauors de spinachs" al Tirant lo Blanch
| «                                | Com lo Rey hermita feu vallejar lo seu camp e tramès a la Comtesa que li trametés dues botes de lauors de spinachs de coure | » |
| — Tirant lo Blanch: capítol XXIV | |   |

## Ús actual
Modernament s'han utilitzat en vagues i conflictes laborals contra les rodes dels vehicles.
En alguns llocs com l'estat d'Illinois, la tinença d'aquests artefactes és considerada un delicte.
Els Deixuplinants de Setmana Santa posen de vegades, a l'extrem dels fuets amb els que s'autoflagel·len, unes puntes metàl·liques en forma d'obriülls (també anomenades tribulacions), per així agreujar el dany de les ferides produïdes.
En països com Xile, Uruguai, Argentina i altres països llatinoamericans es coneix l'obriülls com  Miguelito , l'ús està destinat a penetrar i desinflar un pneumàtic per aturar el vehicle. Quan s'usa de forma massiva pot sabotejar el transport sobre pneumàtics.
La peça és robusta i de puntes afilades i la seva forma varia depenent de la seva elaboració. Pot assemblar-se a les tres arestes d'un cub, ja sigui de vèrtex comú o amb dos vèrtexs veïns. La seva grandària varia de 4 a 10 cm. La seva forma implica que el "Miguelito" sempre queda amb una punta cap al cel, sigui quina sigui la forma en què cau al camí, rebentant d'aquesta manera el pneumàtic del vehicle que el trepitja.